# W93 (核弾頭)
W93はアメリカ合衆国が開発している核弾頭。本項目では並行して開発が進められているイギリスの後継核弾頭 A21 (Astraea) についても述べる。

## 概要
UGM-133A トライデント II潜水艦発射弾道ミサイル向けの核弾頭として、エネルギー省傘下のロスアラモス国立研究所とサンディア国立研究所が開発している。この核弾頭は国防総省が新しく開発するMk7再突入体に格納される予定であり、まとめてW93/Mk7と表記される。W93は、NNSAの下で配備される3番目の海軍用核弾頭となり、既に配備されているW76-1/2とW88の老朽化によるリスクを低減する役割を果たす。なお、W93は既存弾頭をほぼ1対1で置き換えて配備する予定であるため、備蓄する核兵器の数が大幅に増加することはないとしている。
2019年7月に次期海軍核弾頭（Next Navy Warhead）として2020年度の備蓄弾頭維持管理計画（SSMP）に記載され、当初は既存の核兵器の改修で用いるプロセスで2024年度から開発することが表記されていた。しかし、2020年に既存の核弾頭に無いW93という名称が公表され、新しく開発する再突入体に搭載することが判明した。1980年代に配備されたW88以降、新しい核兵器は配備されておらず、既存の核兵器を改修して配備しているため、これが配備されれば冷戦終結以来最初の完全新規開発で配備された核兵器になる。W93の開発には、この空白期間で失われた基本的スキルセットを取り戻す機会を提供する意図もある。
W93は2030年代中盤に第1生産ユニット（FPU:First Production Unit）を製造し、2040年までに配備を開始する予定である。
エネルギー省は、2020年度時点での予定より2年早く2021年度の予算要求で5,300万ドルを要求し、2021年に開発を開始した。
2022年、開発フェーズ1の構想評価を終了し、フェーズ2の計画実現性研究と設計案の構築を開始した。

## 設計
W93の設計について明らかにされていることは少ないが、開発前の段階で求められている設計要件がいくつか分かっている。W93は安全性、セキュリティ、将来の脅威に対応する柔軟性を向上させるために最新技術を取り入れ、製造、保守、認証が容易になる。また、軽量化されており、ミサイルの射程を向上させ、それによって戦略原潜を敵の脅威から遠ざけることができる。これらの新規設計は、以前に核実験でテストされた核コンポーネントに基づいているため、核爆発を伴う核実験は行わない。
W93はW76より高い威力を持つように設計されることが推測されている。この推測の背景には、米戦略軍が上げるリスクとして
- 威力の高いW88が途中で量産中止に追い込まれたため、米国のSLBM弾頭の大半が威力の低いW76で構成されること。
- 2023年現在運用中のオハイオ級原子力潜水艦と比べ、W93が配備につく頃に運用が開始する予定のコロンビア級原子力潜水艦はミサイル発射管の数が少なくなること。

を挙げていることによる。
現状、W93はSLBM搭載用の核弾頭として開発されているが、将来ほかの海上兵器に素早く移行できるように迅速な改修が可能な設計になっている。

## イギリスの代替弾頭A21との関係
英国は米国のW93/Mk7開発に並行する形で後継核弾頭を開発する計画を進めている。後継弾頭は再突入体とまとめてA21/Mk7、またはAstraeaと呼ばれる。A21はW93と同じMk7再突入体に格納され、主要な設計を共有し、電子機器等の核物質を使わない部品を複数流用する予定であり、英国防省事務次官は設計面でも生産面でも非常に密接な関係があることを認めている。
米国側もW93開発計画が「英国への長年にわたる支援を継続するためにも不可欠である」としており、相互防衛協定(MDA)に基づき英国がW93/Mk7開発にオブザーバー参加していることを明らかにしている。
ただし、A21の要件、設計、製造は英国の主権下にあるとしており、核兵器不拡散条約に反するものではないとしている。
これは、A21がW93と完全に同一であることを示唆しないものの、
BBCがしたように本質的に同じであると主張されることがある
。
2020年7月に米議会下院歳出委員会エネルギーおよび水開発小委員会（英語: United States House Appropriations Subcommittee on Energy and Water Development）が、W93開発への資金提供を一時的に阻止した際、英国は米議会に対して活発なロビー活動を行い資金調達を促した。これについて、英国が「独立した」核抑止力を維持するために米国に依存しきっていると指摘されている。
2023年3月、英国は後継弾頭開発の構想段階にあることを公表し、2024年3月には後継弾頭の名称が公表された。